# Dalkeith
Dalkeith (Schots-Gaelisch: Dail Cheith) is de hoofdplaats van het Schotse graafschap en raadsgebied Midlothian. Dalkeith ligt aan de rivier Esk en had 14.330 inwoners in 2020. 

## Partnerstad
- Jarnac

## Geboren
- Henry Dundas (1742-1811), advocaat en politicus
- Peter Guthrie Tait (1831-1901), wiskundig natuurkundige
- Derek William Dick (1958), bekend als Fish, zanger
- Darren Fletcher (1984), voetballer

## Galerij

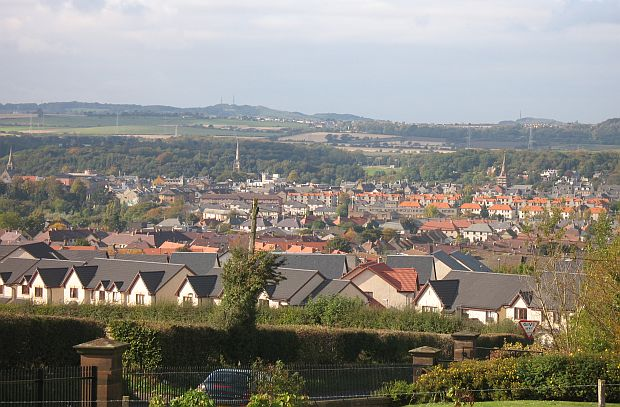
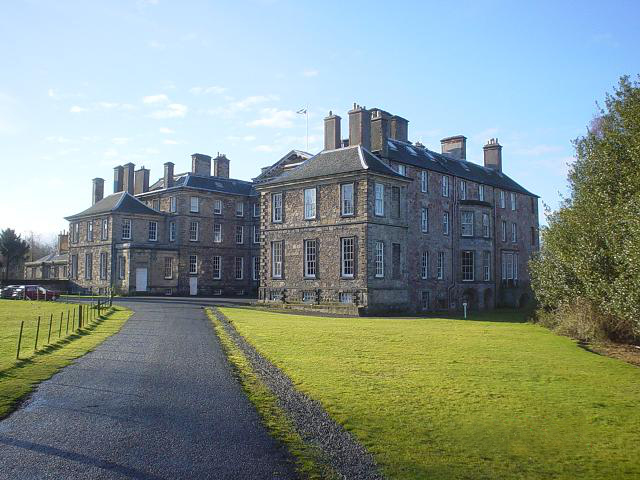
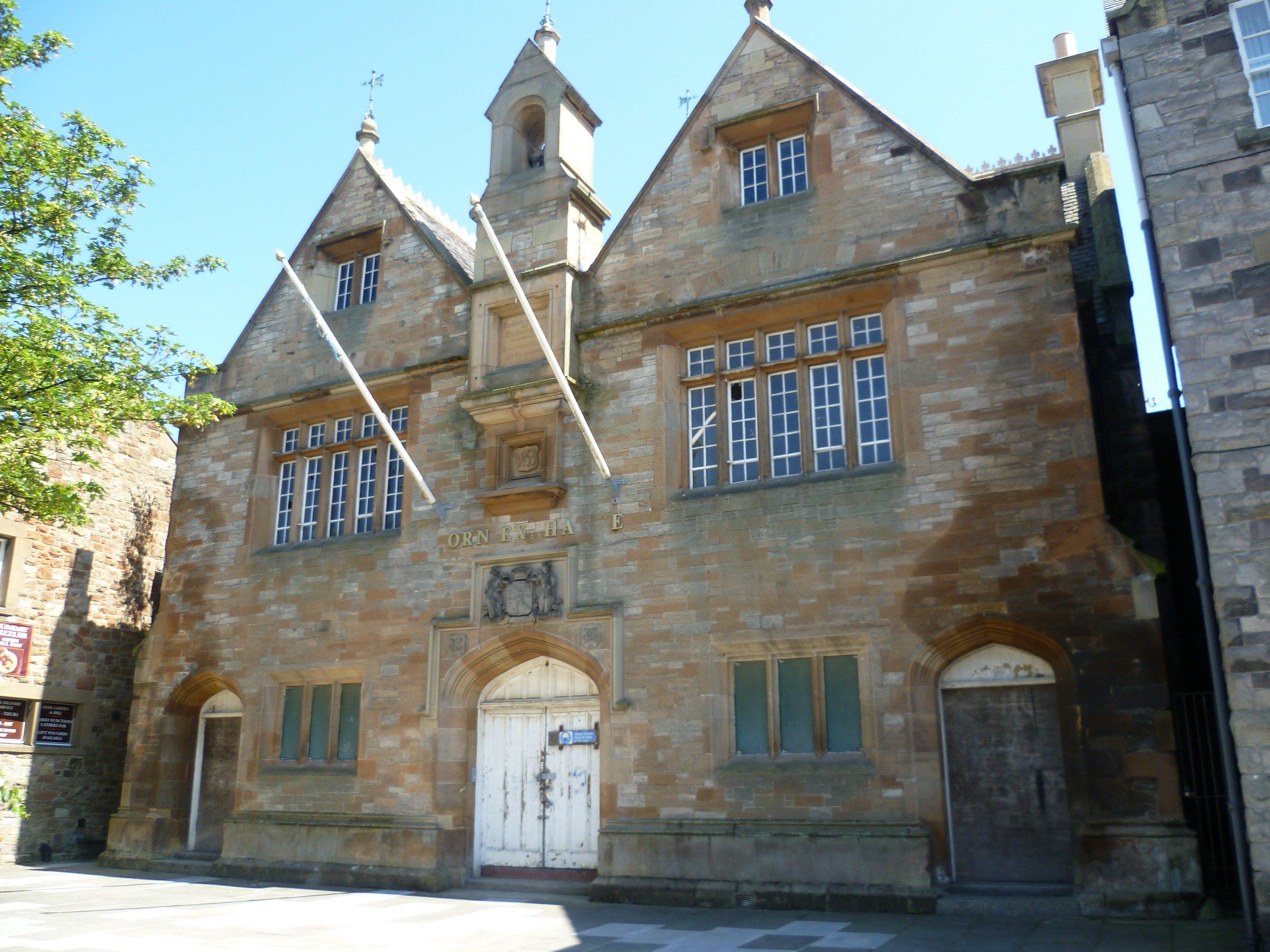
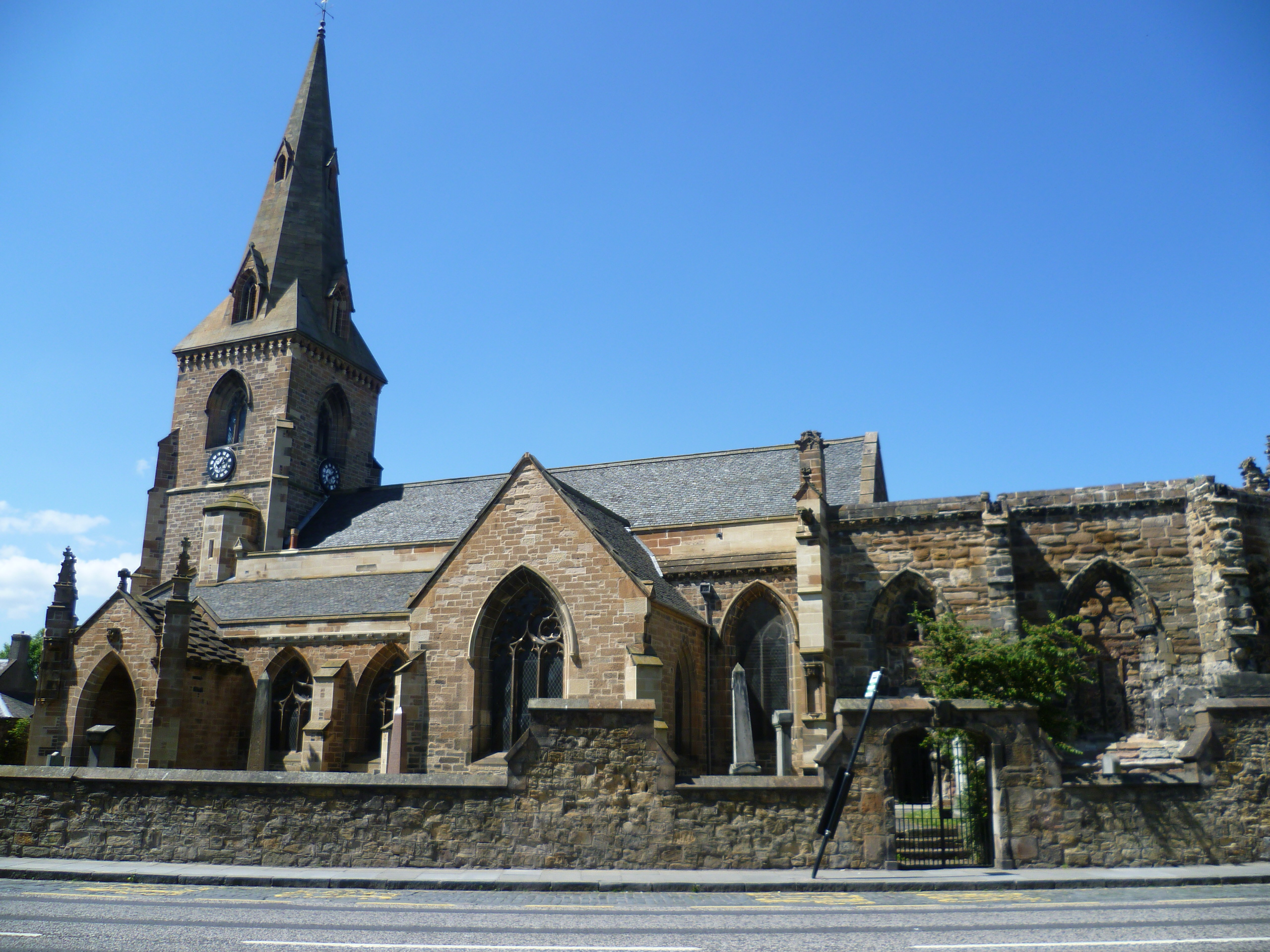
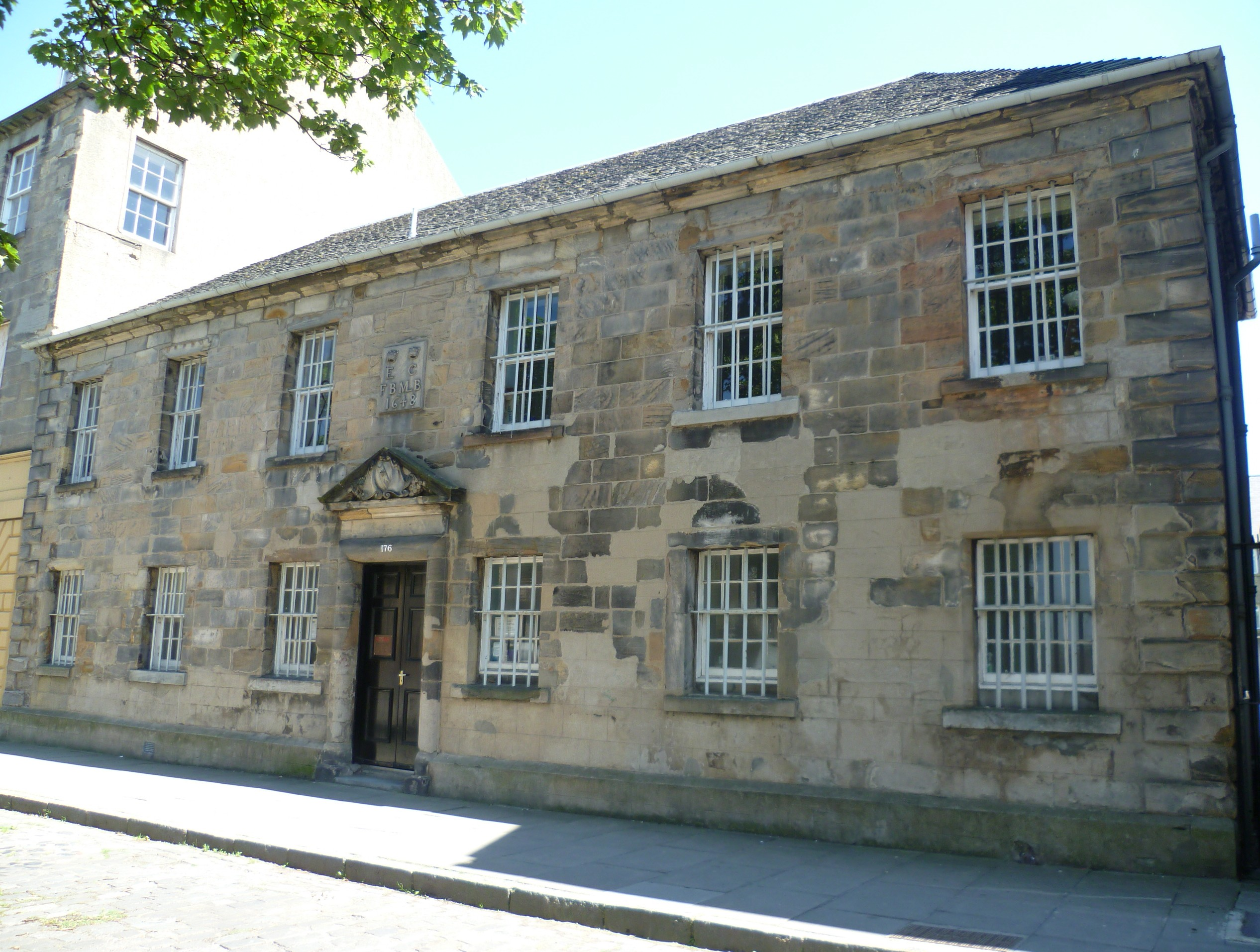